# Ґреґуар Каїбанда
Грегуар Каїбанда (фр. Grégoire Kayibanda, 1 травня 1924, Таре, Руанда — 15 грудня 1976 Кігалі, Руанда) — політичний і державний діяч Руанди, президент Руанди 1962—1973 роках.

## Життєпис
Народився 1 травня 1924 року в місті Таре в Руанді. Належав до етносоціальної групи хуту. Навчався у католицькій семінарії.
З 1949 року працював учителем в Кігалі, з 1953 інспектором шкіл Руанди, з 1955 р. — в адміністративному апараті підмандатної території.
У 1955—1958 роках видавав газету «Кінья-Матека» (на мові кіньяруанда), що виступала за незалежність Руанди (підмандатна територія Бельгії).

### Політика і президентство
У 1959 р. заснував партію Рух за емансипацію хуту (Пармехуту). 19 жовтня 1960 року очолив після проведених ООН виборів перший тимчасовий уряд Руанди. Після офіційного повалення мвамі Руанди (січень 1961) сформував новий тимчасовий уряд. Після проголошення незалежності Республіки Руанди 1 липня 1962 р. — президент Руанди. Дотримувався політики тісного співробітництва з країнами Заходу. Намагався якнайдовше бути при владі, змінивши конституцію, щоб продовжити свій президентський строк.
5 липня 1973 року усунутий від влади в результаті військового перевороту. Був заарештований і ув'язнений.

## Смерть
Помер 15 грудня 1976 року у в'язниці.